# Jürgen Sacher
Jürgen Sacher (* 1960 in Augsburg) ist ein deutscher Opernsänger (Tenor). Er ist seit 1991 an der Hamburgischen Staatsoper engagiert.

## Leben
Jürgen Sacher absolvierte das Studium der Kirchenmusik und Musikerziehung am Augsburger Leopold-Mozart-Konservatorium. Nach dem Examen 1983 studierte er Gesang bei der Sopranistin Leonore Kirschstein. 1986 begann Sacher seine Opernkarriere an den Städtischen Bühnen Heidelberg, worauf ein dreijähriges Engagement an der Dortmunder Oper folgte. Ab der Spielzeit 1991/92 wurde Sacher Ensemblemitglied an der Hamburgischen Staatsoper. Neben seiner sängerischen Tätigkeit in Hamburg hatte Sacher Gastengagements, u. a. an der Scala, in Barcelona, an der Berliner Staatsoper, in Brüssel, Kopenhagen und bei den Salzburger Festspielen. Sacher lebt mit seiner Familie in Trittau.
Zu Sachers Rollen gehören u. a. der Pedrillo aus der Entführung aus dem Serail, Truffaldino in der Liebe zu den drei Orangen, Valzacchi im Rosenkavalier, Dr. Cajus in Falstaff, Cassio aus Otello, Chateauneuf und Peter Iwanow aus Zar und Zimmermann und Andres im Wozzeck. Zu seinem Wagner-Repertoire gehören der Steuermann aus dem Fliegenden Holländer und Walther von der Vogelweide aus dem Tannhäuser. In der Hamburger Neuinszenierung 2008/2009 des Ring des Nibelungen gab Sacher den Loge und den Mime. Von Sacher gesungene Opernpartien, Konzerte und Lieder sind auf einer Reihe von Tonträgern zu hören.

### Aufnahmen (Auswahl)
- Jörg Arnecke Das Fest am Meer (Tomas, ein Reisender), Philharmonisches Staatsorchester Hamburg, Dirigent: Cornelius Meister, 2003
- Erich Wolfgang Korngold Der Ring des Polykrates (Florian Döblinger), Deutsches Symphony-Orchester Berlin, Dirigent: Klauspeter Seibel, 1995
- Karl Martin Rheintaler Jephta und seine Tochter (Tenor), Kammer Sinfonie Bremen, Dirigent: Wolfgang Helbich, 1997
- Richard Wagner Das Rheingold (Mime), Philharmonisches Staatsorchester Hamburg, Dirigent: Simone Young, 2008

## Auszeichnungen und Preise
- 1993: Dr.-Wilhelm-Oberdörffer-Preis von der Stiftung zur Förderung der Hamburgischen Staatsoper[3]
- 2017: Hamburger Kammersänger